# Венди Педбери
Венди Педбери (енгл. Wendy Padbury; Стратфорд на Ејвону, 7. децембар 1947) је британска глумица. Педберијева је најпознатија по улози Зои Хериот у научно-фантастичној серији Доктор Ху.
Ћерка Венди Педбери је глумица Чарли Хејс.